# Steam Link
Steam Link is ontwikkeld door Valve en is zowel beschikbaar gekomen als softwaredienst, maar ook als een fysieke settopbox voor het draadloos streamen van computerspellen vanaf een computer met Steam naar een mobiel apparaat of beeldscherm.
Steam Link kwam beschikbaar op 10 november 2015, maar ontwikkelaar Valve stopte de fysieke uitvoering drie jaar later in november 2018. Men richtte zich op software die naast Android en iOS ook beschikbaar kwam voor de Raspberry Pi.

## Technische specificaties
De hardwarematige settopbox bevat de volgende onderdelen en specificaties:
- Processor: Marvell ARMv7
- Grafische processor: Vivante GC1000
- Werkgeheugen: 512 MB
- Opslaggeheugen: 4 GB
- Invoer: Steam Controller en andere
- Aansluitingen: 3x USB 2.0, HDMI
- Videouitvoer: 1280×720 of 1920×1080 pixels
- Netwerk: Wi-Fi, Bluetooth, Ethernet
- Besturingssysteem: aangepast versie van Linux
- Dienst: Steam
- Afmetingen: 15 mm × 123 mm × 90 mm (h×b×d)

Minimale eisen van de computer:
- Windows 7, OS X 10.10, SteamOS of Linux Ubuntu 12.04
- Beeldresolutie van 1280×720 pixels
- Netwerkverbinding met Steam Link
- Gamepad van Steam, Microsoft, Sony of Nintendo